# Fiskstim

Ett sillstim.

Ett stim är en samling fiskar som samlats för att dra nytta av närheten till varandra, ofta av samma art. Normalt talar man om fiskar, men även exempelvis stora samlingar av krill och vissa bläckfiskarter kallas ofta för stim. Mer eller mindre jämförbart med flock, hjord och svärm för andra typer av djur och i andra miljöer än vatten. När individer samlats av en annan anledning än att på något sätt dra nytta av varandras närhet är det inget egentligt stim. Stimbeteende kan vara mer eller mindre starkt och förekomma i en större eller mindre del av en arts livscykel, det är mycket vanligt hos yngel och ungfiskar.

## Fördelar

### Skydd mot predatorer
Den mest uppenbara och vanligaste vinsten med att samlas i stim är undvikandet av predation. Många predatorer har lärt sig och anpassats till att dra nytta av att deras byten är samlade i stim, särskilt spektakulära exempel på detta hittas bland mer avancerad predation på stora stim av sillartade fiskar, och predatorerna kan ibland äta en betydlig andel av antalet individer i ett stim vid ett och samma tillfälle. Uppenbarligen innebär stimbeteendet i det stora hela ändå mer fördel än ökad risk för predation för dessa fiskar. Det förekommer även att andra arter dras till ett stim bestående av fiskar med likartat utseende. Ibland sker detta av misstag kan också vara medvetet. ⁹I neontetrans stim finner man emellanåt den falska neontetran, blå neontetra.
Ofta innebär stimmet att det är lättare att skaffa föda, stimlevande rovfiskar kan ha stor nytta av varandra när de jagar byten. Ett stim av fiskar kan invadera andra fiskars revir och äta de revirhävdande fiskarnas avkomma, eller äta födan i födorevirshävdande fiskars revir.  

### Hydrodynamiska fördelar
I en studie om hydrodynamiska fördelar i stora fiskstim undersöktes mekanismerna bakom förbättrad simningseffektivitet och framdrivningskraft genom tvådimensionella numeriska simuleringar av spolformade fiskar som simmar genom att mestadels använda bakre delen av kroppen och håller framkroppen relativt stilla (exempelvis makrill och tonfisk).  Forskningen visade att simningseffektiviteten i ett stim med 10 fiskar ökar med 30 % jämfört med en ensam simmare, medan framdrivningskraften förbättras med 114 %. Dessa förbättringar beror på hydrodynamiska interaktioner mellan fiskarna, såsom sugning, blockeringseffekter och väggeffekter, som uppstår från fiskarnas kroppar och stjärtrörelser. Studien bidrar till förståelsen av hur fiskars placering i stimmet påverkar individuell och kollektiv simningsprestanda.

### Stress hos stimlevande fiskar i akvarier
Fiskarter som utvecklat stimbeteende för att minska risken för predation uppvisar ofta tydliga symptom på stress om de inte ges tillfälle att leva i stim. Stressen kan bli så stor för fisken att den på grund av minskat immunförsvar och allmänt försämrat hälsotillstånd så småningom indirekt dör av stress. Detta fenomen uppstår ibland i akvarier, och det är inte starkt knutet till de arter som inom akvaristiken oftast kallas stimfiskar. De flesta i akvariehobbyn vanliga arterna i familjen Poeciliidae löper större risk för stressrelaterade hälsoproblem om de inte ges möjlighet att leva med artfränder eller individer av arter som är tillräckligt lika för att ge viss trygghet som till exempel en neontetra gör i motsvarande situation. 
Fiskarter som utvecklat stimbeteende av andra orsaker än att undvika predation, och där stimbeteendets verkan mot predation är obefintlig eller obetydlig blir sällan eller aldrig stressade enbart av att vara ensamma. Akvarister anser att ett stim med akvariefiskar bör innehålla minst 7-10 individer; mindre antal är inget stim utan en grupp med fiskar. Den tidigare nämnda neontetran bör hållas i stim med minst tio individer, gärna många fler.